# 55 pr. n. št.
55 pr. n. št. je bilo leto predjulijanskega rimskega koledarja. V rimskem svetu je bilo znano kot leto sokonzulstva Krasa in Pompeja, pa tudi kot leto 699 ab urbe condita.
Oznaka 55 pr. Kr. oz. 55 AC (Ante Christum, »pred Kristusom«), zdaj posodobljeno v 55 pr. n. št., se uporablja od srednjega veka, ko se je uveljavilo številčenje po sistemu Anno Domini.

## Dogodki
- Julij Cezar zavzame severno Galijo.
- na Marsovem polju v Rimu je zgrajeno Pompejevo gledališče.

## Rojstva
- Tibul, rimski pesnik (približen datum; † 19 pr. n. št.)

## Smrti
- Tigran Veliki, kralj Armenije (* 140 pr. n. št.)
- Tit Lukrecij Kar, rimski filozof in pesnik (* 95 pr. n. št.)